# Дубровно
Дубро́вно (бел. Дубро́ўна) — город в Витебской области Республики Беларусь. Административный центр Дубровенского района.
Численность населения — 6 945 человек (на 1 января 2025 года).

## География

### Расположение
Расположен в 8 км от железнодорожной станции Осиновка на линии Орша — Смоленск.
Расстояние до Витебска составляет 107 км, до Минска — 230 км.

### Гидрография
Расположен по обе стороны Днепра у впадения в него рек Дубровенка и Свинка.

## Этимология
Название Дубровно происходит от слова дуброва (обозначало сначала дубовый, а затем и лиственный лес). Форма Дубровно — из Дубровное..
Вариант латинского написания названия на картах 1595, 1619, 1621, 1630, 1661 и 1700 гг. — Dubrouna.

## История

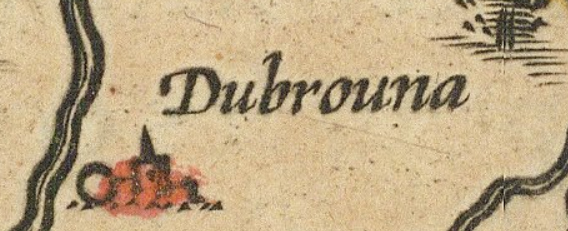
Дубровно, с карты 1619 г.

### XIV—XVIII века
В 1393 году в грамоте Дмитрия Семеновича (Дмитрий Семёнович Секира впервые упоминается в 1425 году) упоминается «земля пустая дубровенская». Историческое название с раннего Нового времени и до 1917 года — Дубровна, в ж. р.
Предположительно во второй половине XIV века территория района вошла в состав Великого княжества Литовского. При великом князе Казимире эти земли были пожалованы в собственность Юрию Глебовичу, тогдашнему Смоленскому наместнику. Глебовичи и основали здесь замок (XVI — XVIII в.), который сыграл заметную роль в истории Дубровно.
На 1514 год, когда жители попросились на службу к великому князю московскому Василию Ивановичу, приходится письменное упоминание Дубровны. После сражения под Оршей власть над населённым пунктом вновь вернулась к Литве.
В 1630 году в Дубровну виленским каштеляном Николаем Глебовичем построен монастырь бернардинцев.
В 1662 г. через село проезжал австрийский дипломат и путешественник Мейерберг Августин, который оставил описание архитектуры, быта жителей и окрестностей Дубровны.
После первого раздела Речи Посполитой в 1772 году Дубровенщина вошла в состав Российского государства. В 1773 году при разделе Могилёвской губернии на уезды Дубровна была определена городом, но в штатах 1877 года уже не числилась таковой.

Купивший у Казимира Сапеги Дубровенское графство, князь Г. А. Потемкин в 80-х годах XVIII века построил в Дубровне первую в России часовую и позументную фабрики. В 1780—1861 годах в Дубровне действовали суконные мануфактуры. Местный промысел — дубровенская керамика (хозяйственная посуда, игрушки). В 1897 году насчитывалось 7974 жителя, из которых 4364 — евреи.

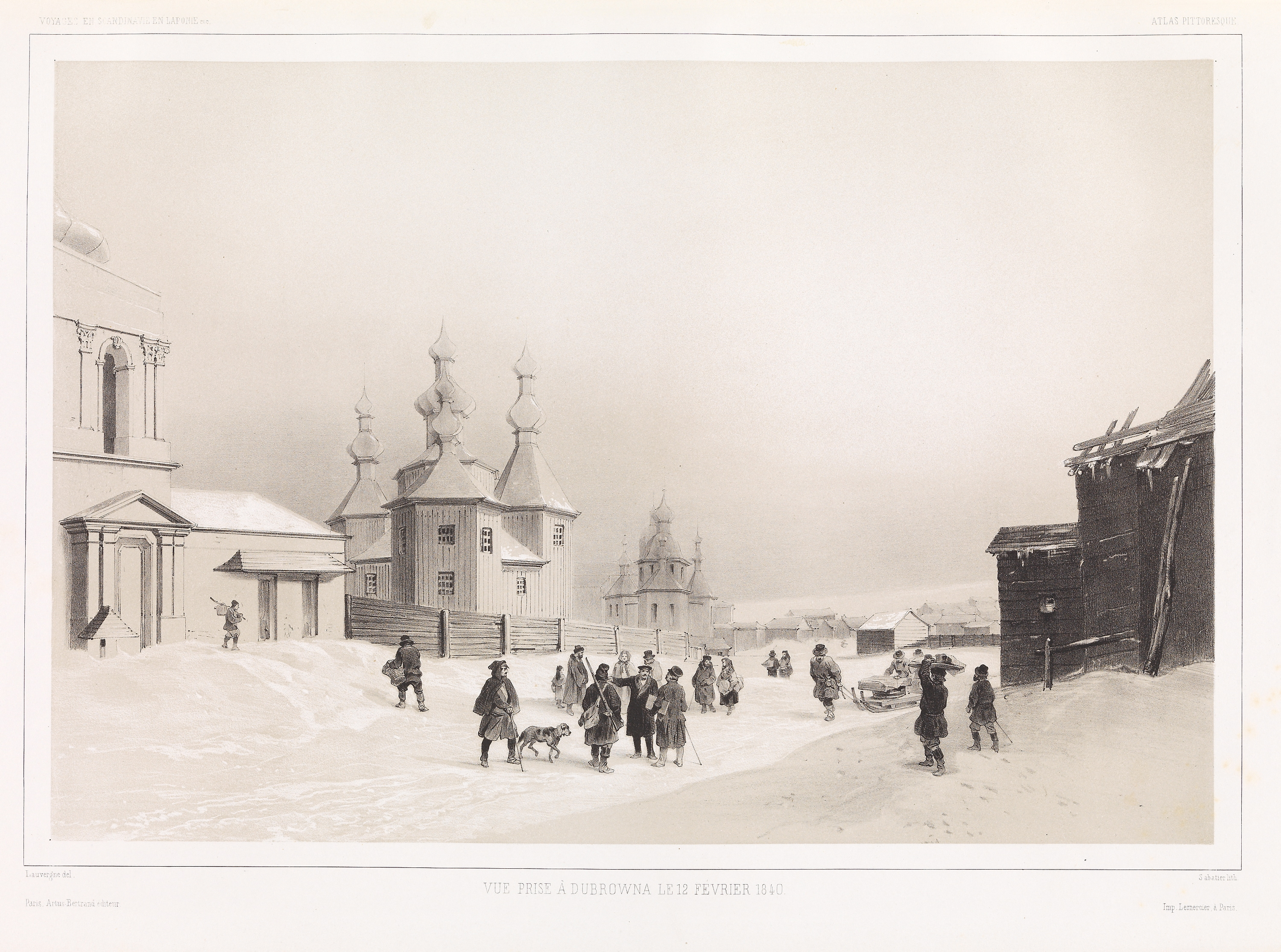
Дубровно. Рисунок 1840 г.

### XX век
На основе действовавшей с XIX века суконной фабрики в 1901 году была открыта фабрика «Днепровская мануфактура», вывезенная в Россию в начале Великой Отечественной войны.
В 1917 году в Дубровно установлена советская власть. К 1926 году название населённого пункта приобретает современный вид (ср. р.).

### Во время Великой Отечественной войны
Район был оккупирован немецко-фашистскими захватчиками 17−20 июля 1941 года. Территория района входила в зону действий партизанской бригады Константина Заслонова, партизанского отряда «Грозный», спецотрядов «Мститель» и «Сокол», подпольные организации действовали в посёлке Осинторф и деревне Новая Тухинь, группы в городе Дубровно и на станции Осиновка. При партизанских соединениях действовали Дубровенский райком партии и Дубровенский райком комсомола.
Евреи, которых согласно переписи населения 1939 года в Дубровно проживало 2 119 человек (21,37 % от общей численности жителей города), были уничтожены нацистами к концу 1941 года в Дубровенском гетто.
С октября 1943 по июнь 1944 года на территории района проходила линия фронта. Полностью район освобожден 26 июня 1944 года войсками 31-й и 11-й гвардейской армии 3-го Белорусского фронта в ходе Витебско-Оршанской операции.

### В составе Республики Беларусь
20 октября 1995 года административные единицы Дубровенский район и город Дубровно, имеющие общий административный центр, объединены в одну административную единицу — Дубровенский район.

## Население
Численность населения — 6 945 человек (на 1 января 2025 года).
| Численность населения:                                                                          |
| Графики недоступны из-за технических проблем. См. информацию на Фабрикаторе и на mediawiki.org. |

| Год         | 1939  | 1959   | 1970   | 1979   | 1989   | 2006   | 2016   | 2018   | 2023   | 2024 | 2025   |
| ----------- | ----- | ------ | ------ | ------ | ------ | ------ | ------ | ------ | ------ | ---- | ------ |
| Численность | 9 915 | ▼4 903 | ▲6 328 | ▲7 805 | ▲9 650 | ▼8 612 | ▼7 224 | ▼7 079 | ▼6 909 |      | ▲6 945 |

В 2017 году в Дубровно родилось 85 и умерло 104 человека. Коэффициент рождаемости — 12 на 1000 человек (средний показатель по району — 9,9, по Витебской области — 9,6, по Республике Беларусь — 10,8), коэффициент смертности — 14,6 на 1000 человек (средний показатель по району — 20,6, по Витебской области — 14,4, по Республике Беларусь — 12,6).

## Экономика
В Дубровно работает ОАО «Дубровенский льнозавод» и производственный цех «Дубровенский» Оршанского молочного комбината.

## Транспорт
Через город проходит республиканская автодорога Р22 (Орша — Буда (до М1). В 8 км севернее — автомагистраль М1E 30.
В 2005—2009 годах построен современный автопешеходный мост через Днепр.

## Культура
- Государственное учреждение культуры «Дубровенский районный историко-краеведческий музей»[22]
- Краеведческий музей ГУО «Средняя школа № 1 г. Дубровно имени А. А. Никандровой»
- Музей ГУО «Средняя школа № 2 г. Дубровно имени Ю. Смирнова»
- Музей, посвящённый истории фабрики «Днепровская мануфактура»
- Государственное учреждение культуры «Районный центр народного творчества и культурно-досуговой деятельности Дубровенского района»
  - Районный Дом культуры
  - Районный Дом ремёсел
- Государственное учреждение культуры «Дубровенская централизованная библиотечная система»
- ГУО «Дубровенская детская школа искусств имени Фарида Яруллина»

## События и мероприятия
- Международный фестиваль песни и музыки «Дняпроўскія галасы ў Дуброўне»[23].
- В 2017 году прошёл областной фестиваль «Дажынкi».

## Достопримечательности
- Замчище. Дубровенский замок
- Бывший монастырь бернардинцев (1630, барокко, руинирован), в том числе жилой корпус (1809) ул. Оршанская —  Историко-культурная ценность Республики Беларусь, шифр 213Г000453
- Свято-Троицкая церковь (XIX в.), ул. Краснослободская, 3 —  Историко-культурная ценность Республики Беларусь, шифр 213Г000455
- Братская могила (1941—1944), ул. Садовая, сквер —  Историко-культурная ценность Республики Беларусь, шифр 213Д000454
- 13-метровая башня с часами. Установлена в центре города в июне 2018 года в ознаменование 625-летия города Дубровно и в честь проведения 25-го международного фестиваля песни и музыки «Днепровские голоса в Дубровно».

Стрелки не только показывают точное время, но и напоминают страницы истории города. В XVIII веке Дубровно называли часовой столицей Российской империи. В 1784 году князем Григорием Потёмкиным в Дубровно была основана мануфактура по производству карманных часов, которая в 1791 году по Указу императрицы Екатерины II была перевезена в Москву. Поставлялись они к императорскому двору, лишь малая часть уходила в продажу. Три экземпляра часов, изготовленных в Дубровно, хранятся в Эрмитаже. Четыре циферблата, которые украшают башню, в радиусе метр. Точность до миллисекунды. Механизм отслеживает время через GPS-приёмник.
- Часовня Святых Бориса и Глеба (2-я пол. XIX в.)
- Костёл Божьей Матери Фатимской
- Свято-Николаевская церковь
- Рядовое застройка (XIX—1-я пол. XX вв.)
- Каменный крест
- Еврейское кладбище
- Фабрика «Днепровская мануфактура». Представляет собой памятник промышленной архитектуры начала XX века. Суконная фабрика «Днепровская мануфактура» в Дубровно старейшее белорусское предприятие, на которых производилась переработка льна. Она действовала с 1900 по 1941 год. Расположена на восточной окраине города, неподалеку от современного льнозавода.
- Аллея Героев в парке Воинской славы

### Памятник, скульптура
- Памятник жертвам холокоста
- Памятник-бюст Ф. Яруллину (2017)
- Памятник-бюст А. А. Никандровой
- Обелиск в честь А. М. Усова на Аллее памяти (2015)
- Мемориал. На родине А. С. Казарского в центральной части города Дубровно установлен камень с мемориальной доской с надписью на белорусском языке: «У гонар славутага земляка, героя руска-турэцкай вайны 1828—1829 гадоў, капітана першага рангу камандзіра брыга «Меркурый» Казарскага Аляксандра Іванавіча»

### Утраченное наследие
- Костёл Святого Юрия (1693, 1809)
- Дворец Любомирских (XVIII в.) и липовый парк «Бельмонт» в стиле итальянского возрождения между дворцом и крутым берегом Задубровенко
- Синагога Высокая (XIX в.)
- Церковь Святого Николая (1765)
- Церковь Святого Спаса (XVII в., 1811)
- Церковь Святых Бориса и Глеба Заднепровская (1851)

## Галерея

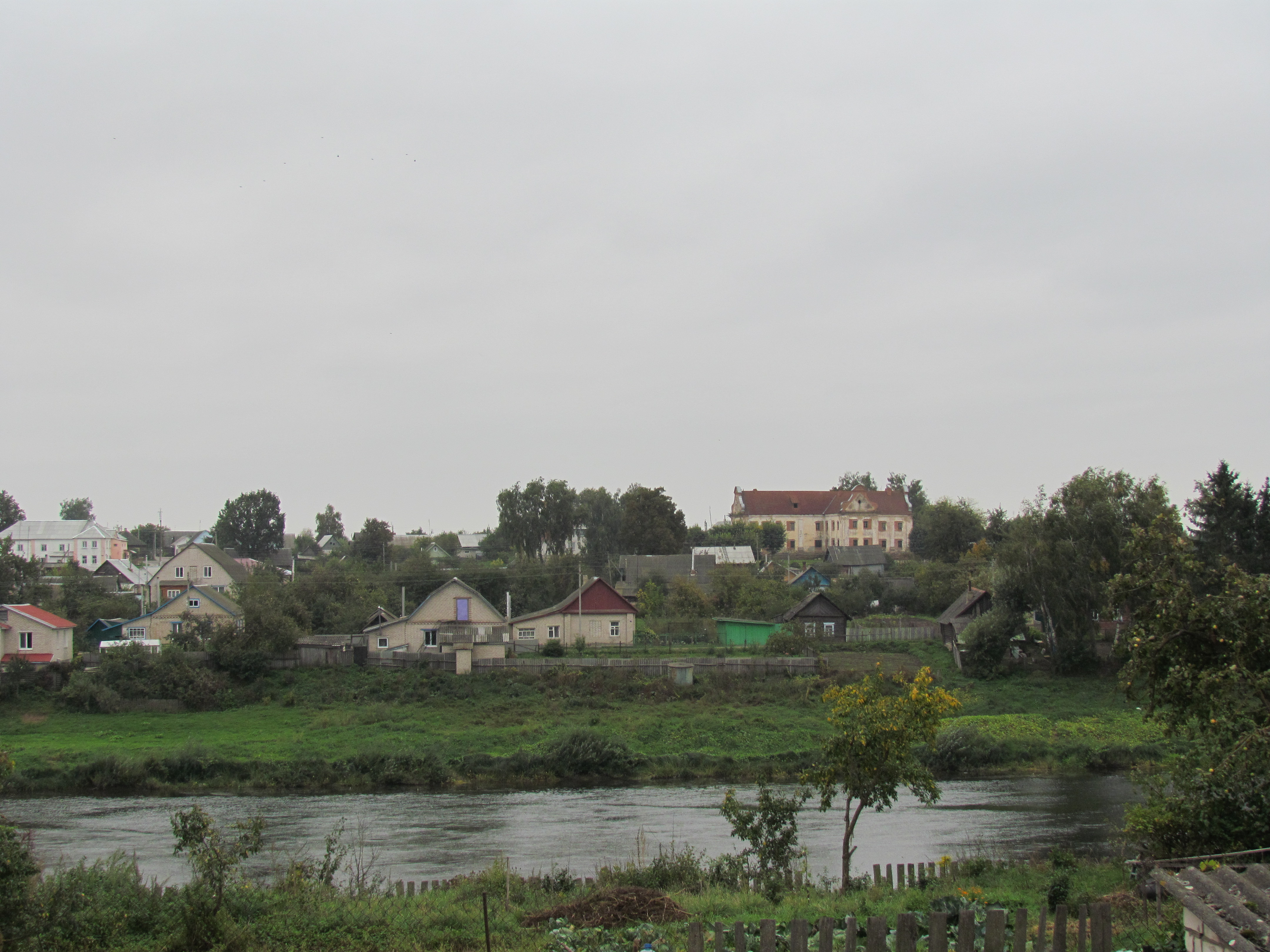
Вид на город
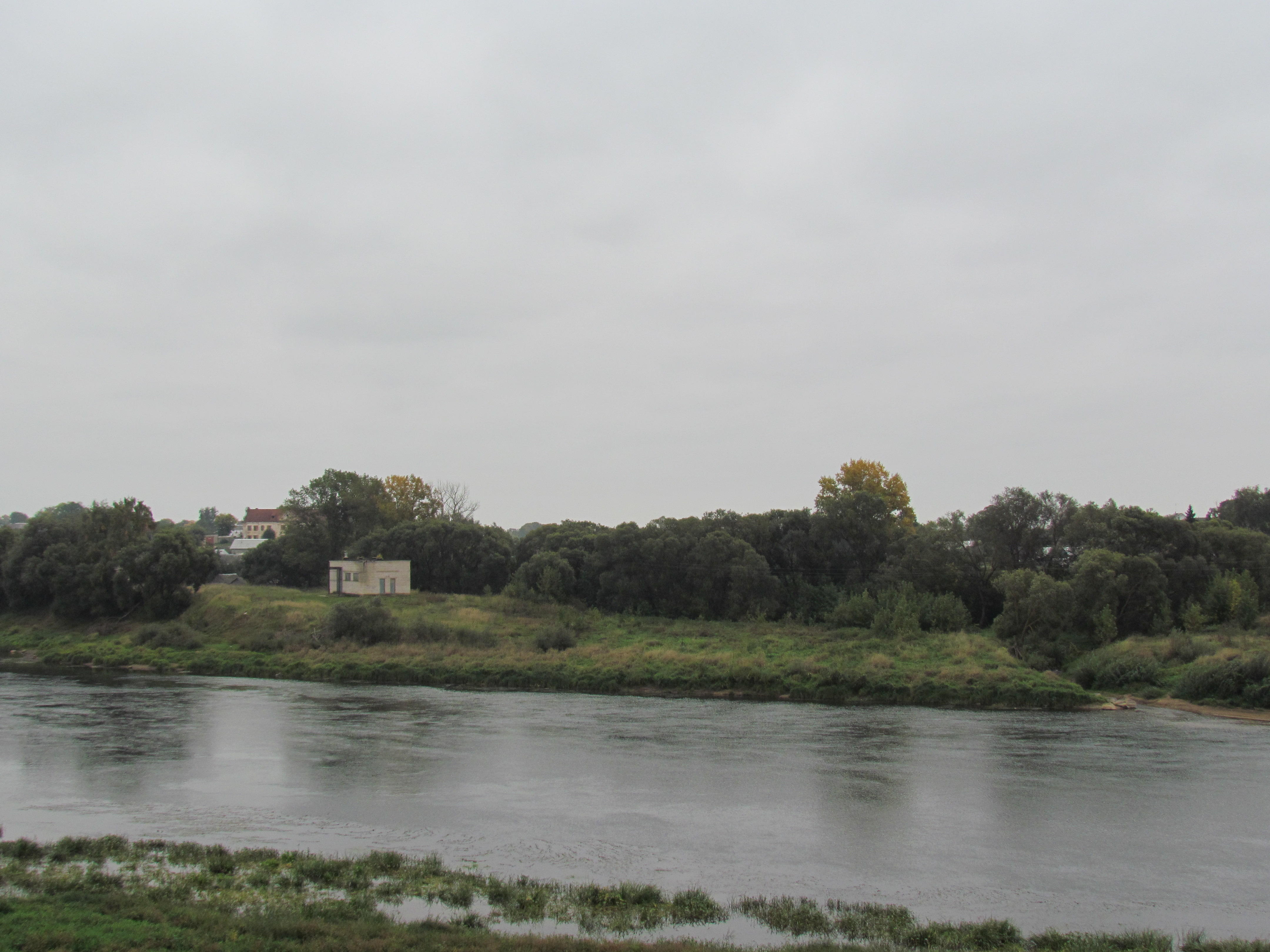
Замчище
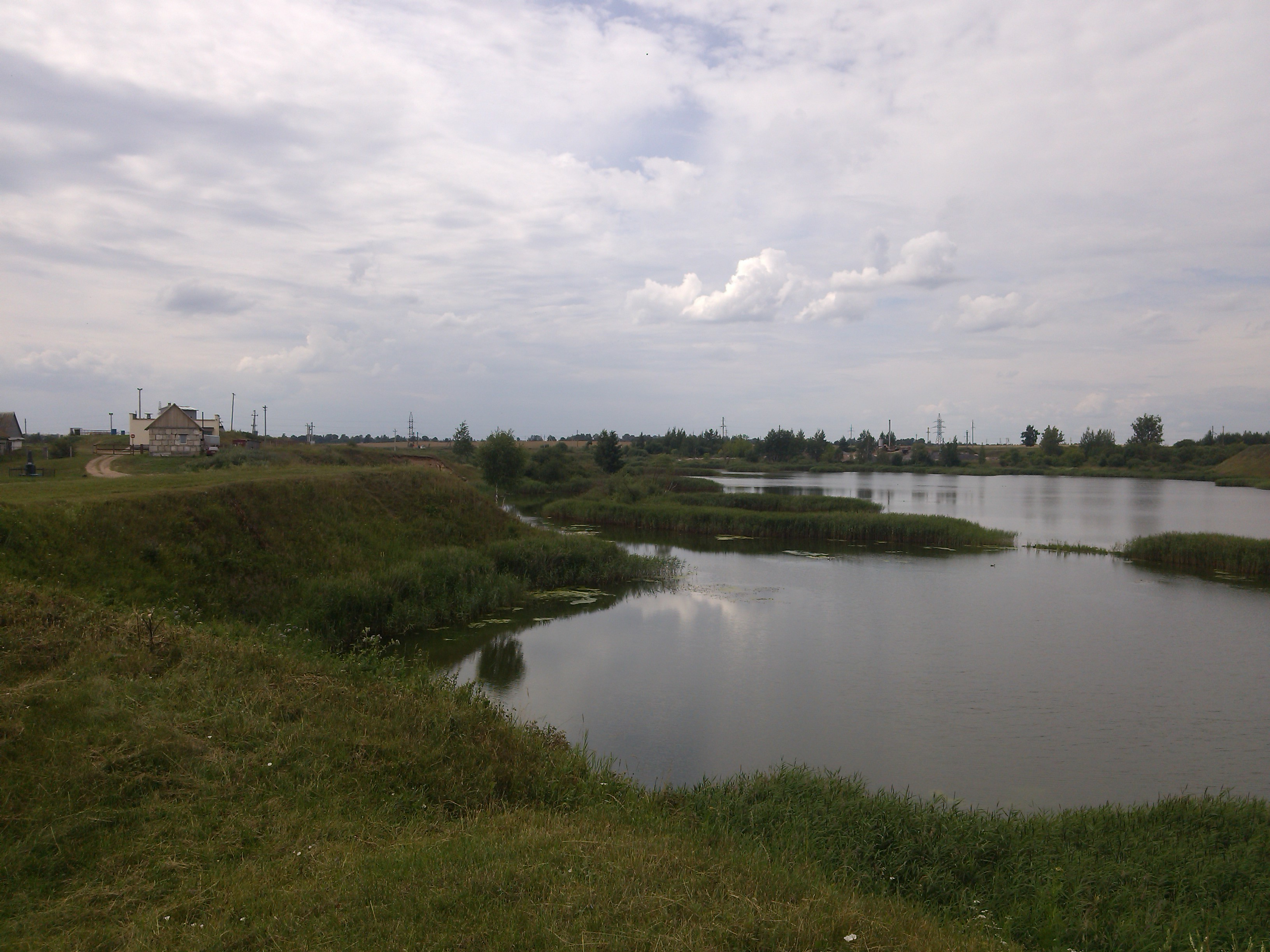
Местный памятник природы - карьер льнозавода
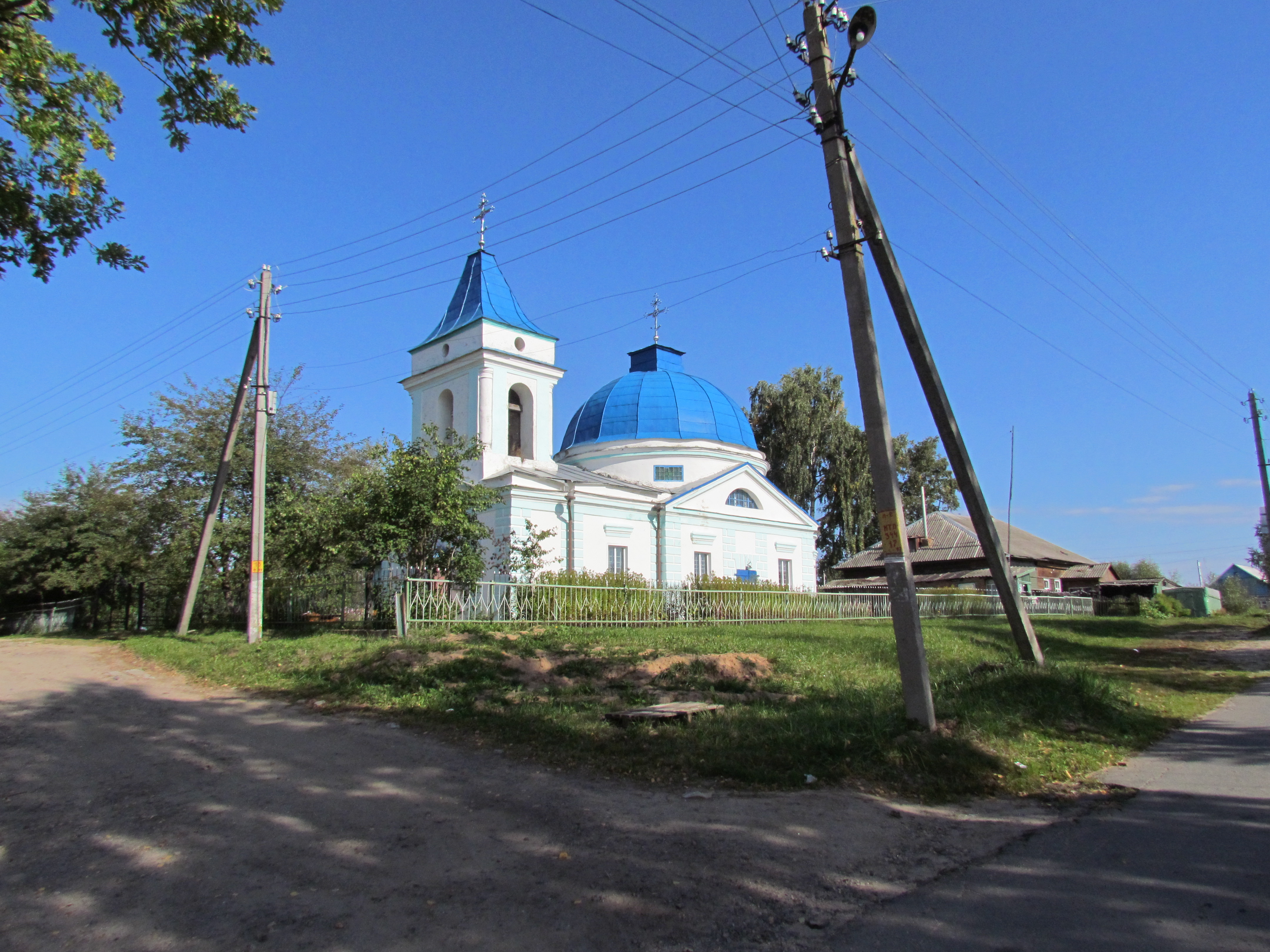
Православная Троицкая церковь
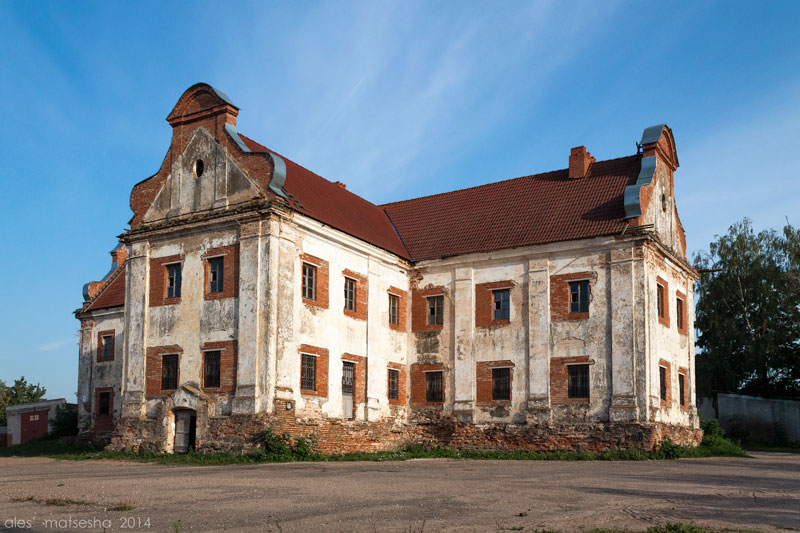
Монастырь бернардинцев
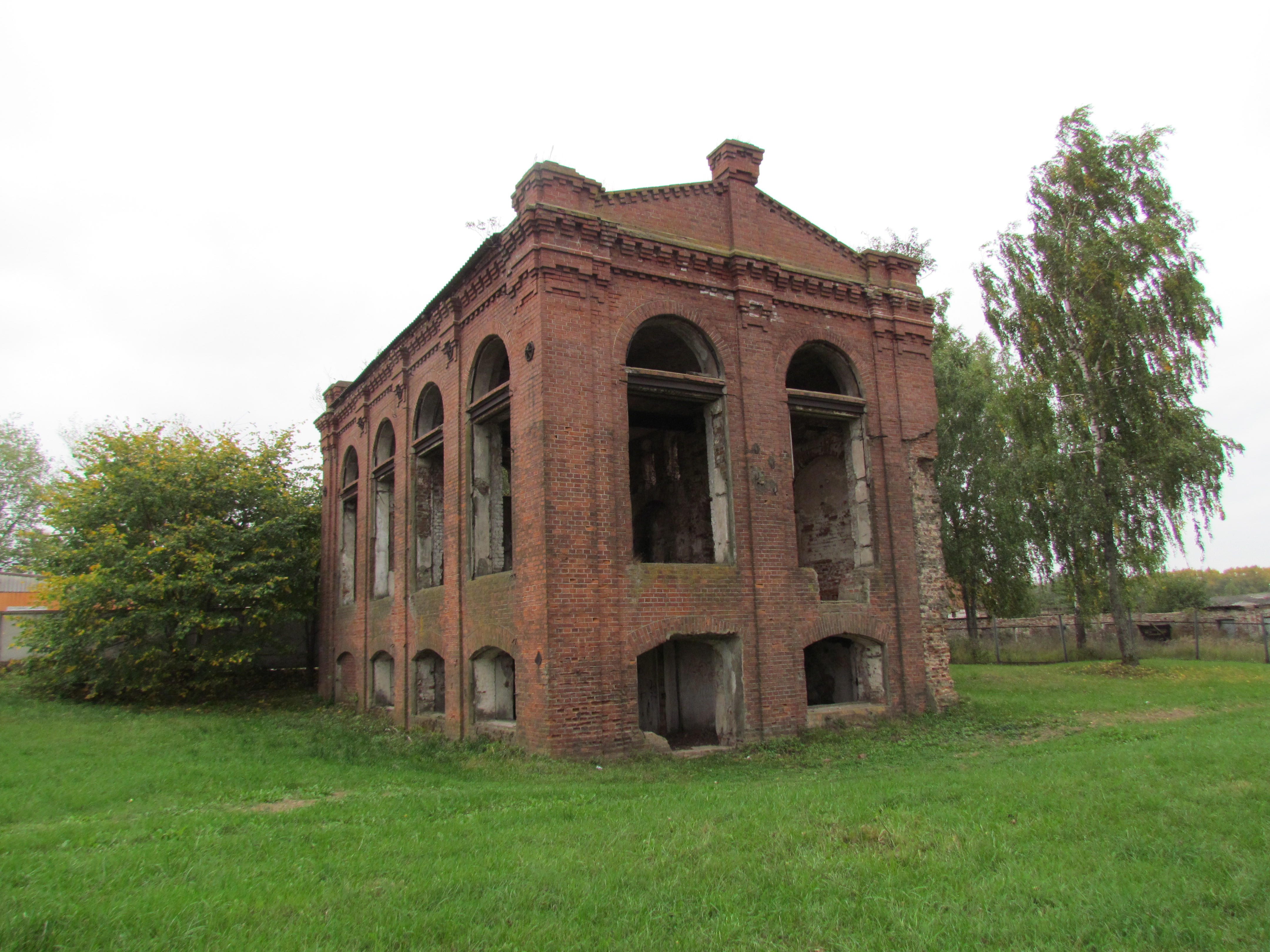
Суконно-талесная мануфактура
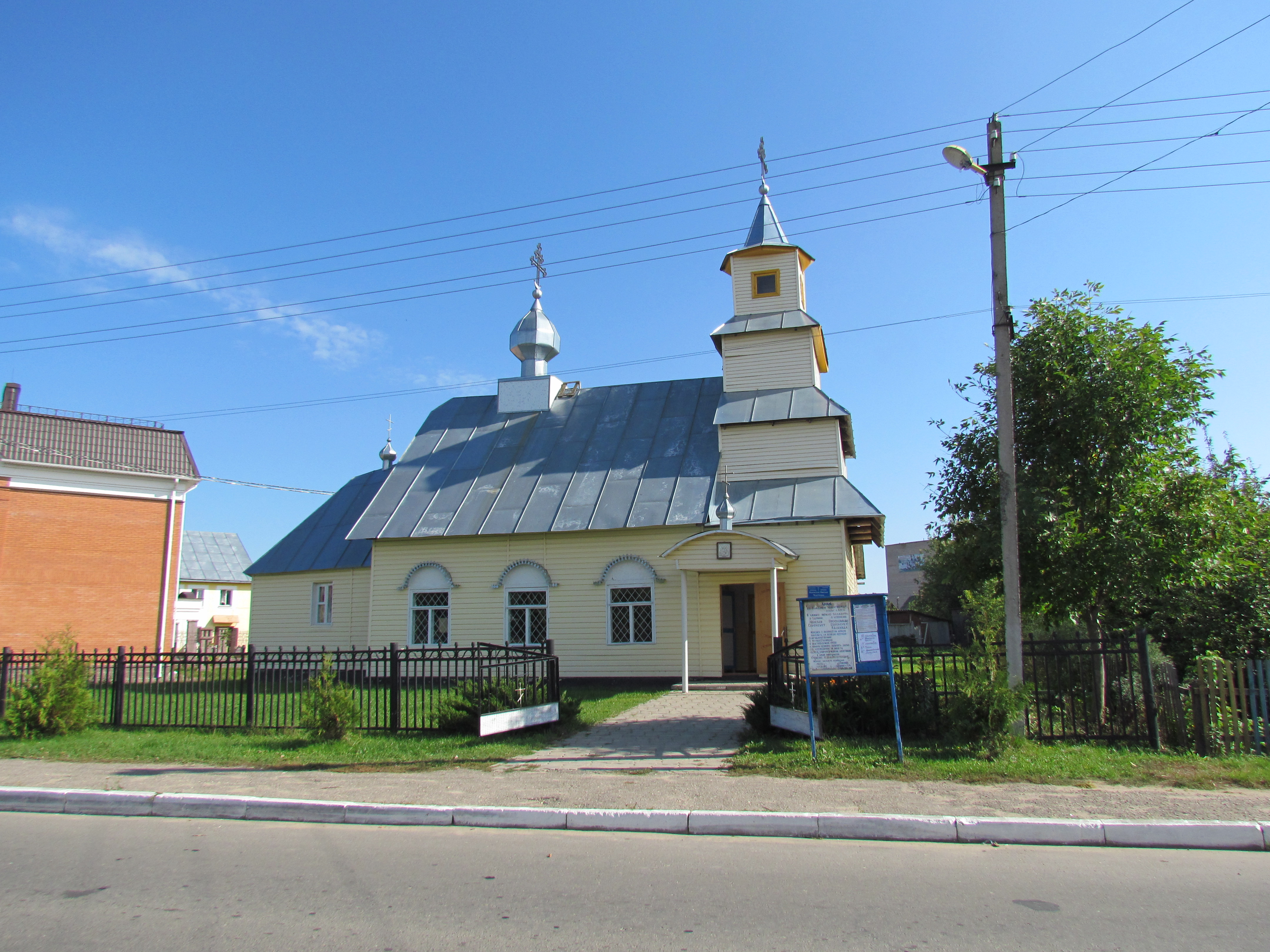
Православная церковь Святого Николая
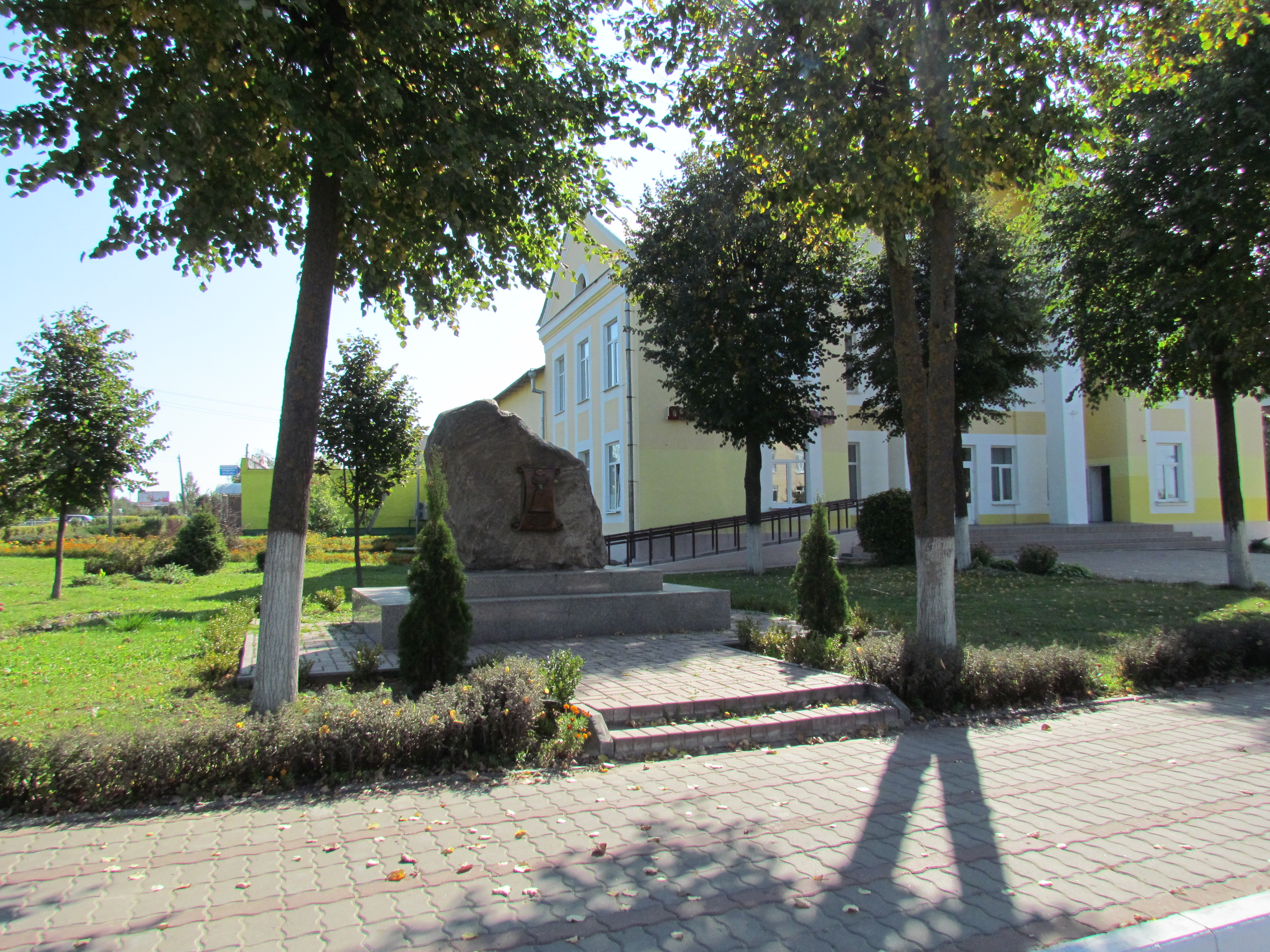
Памятник А. И. Казарскому
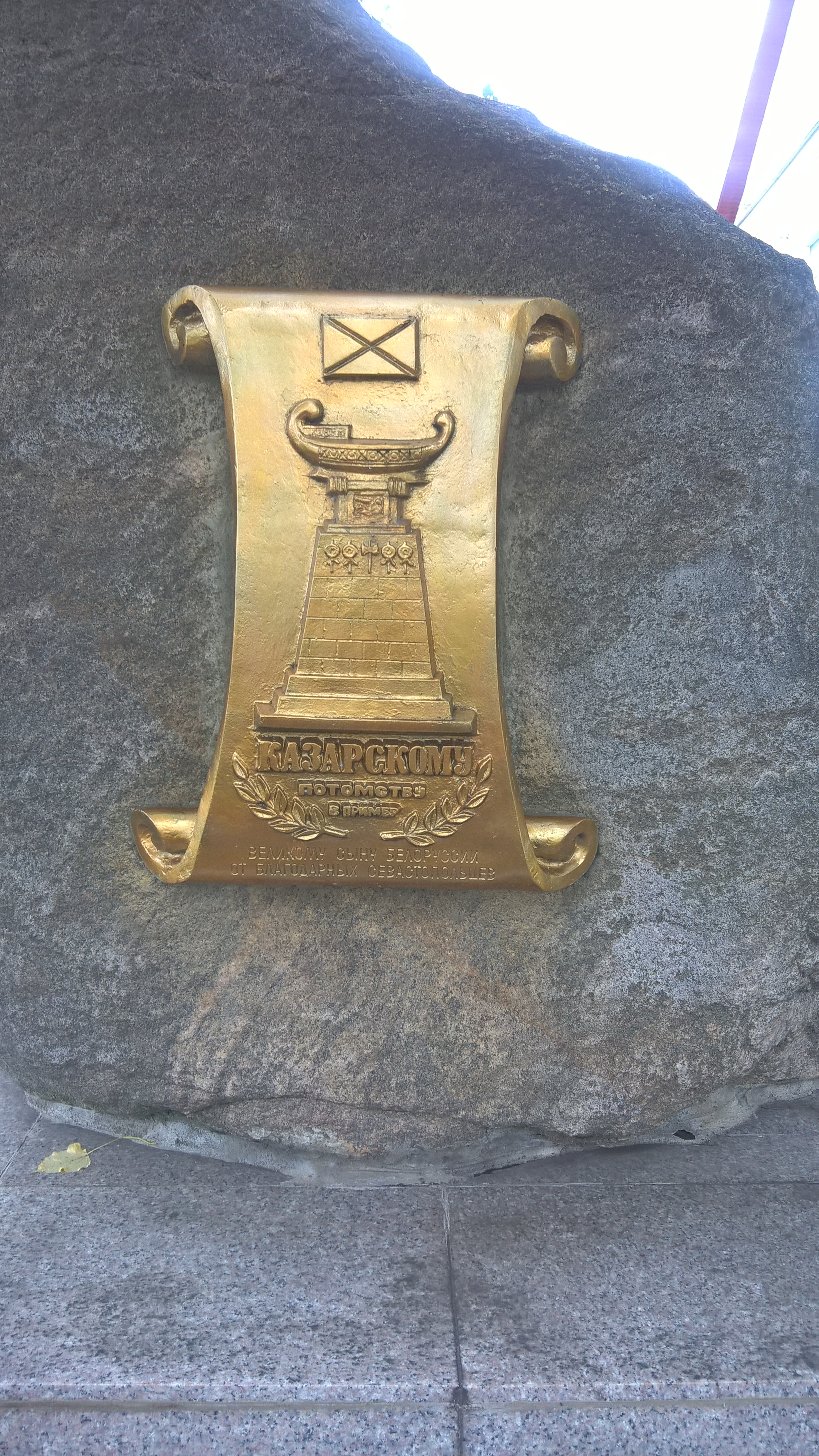
Памятник А. И. Казарскому
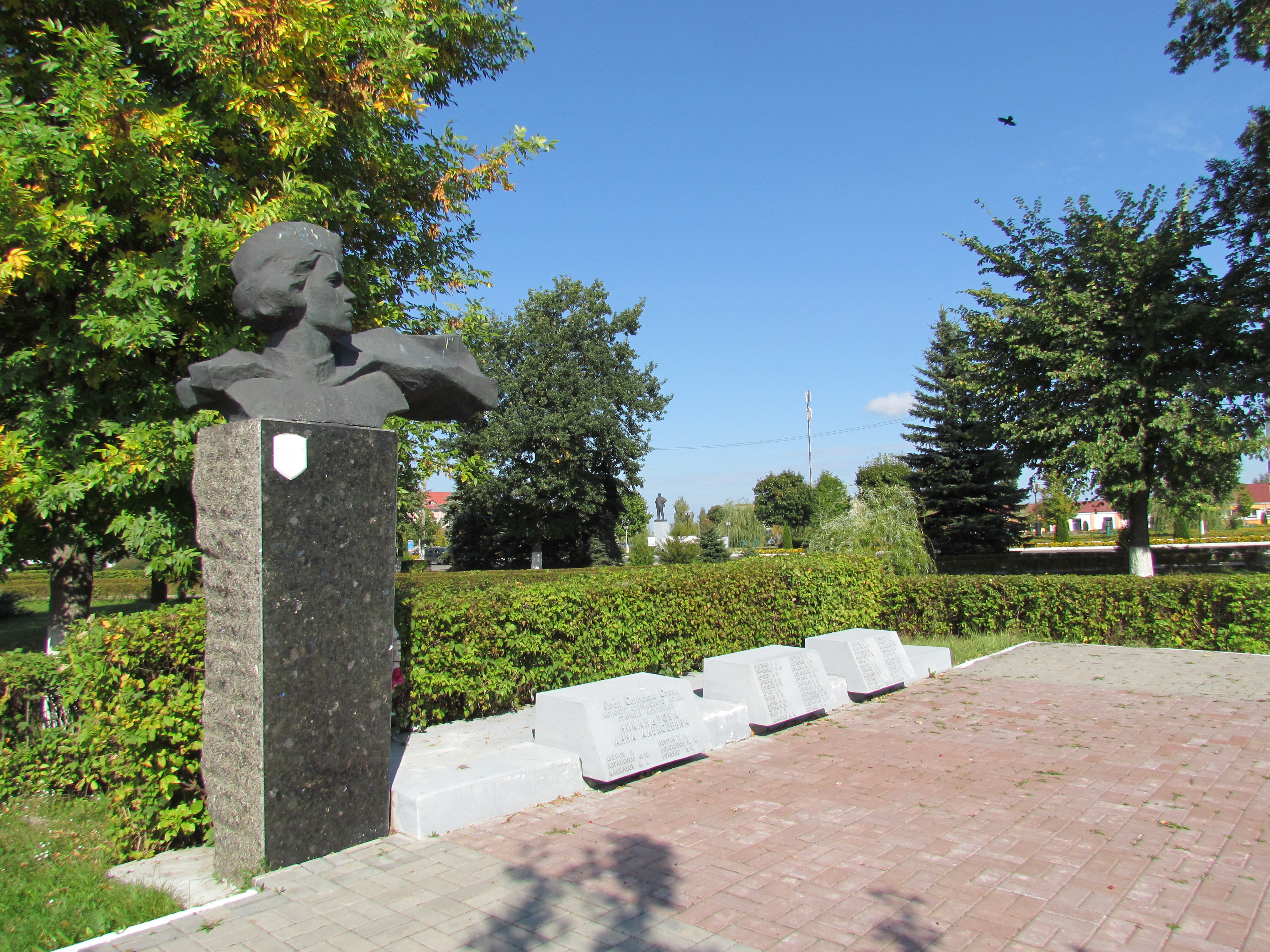
Воинский мемориал
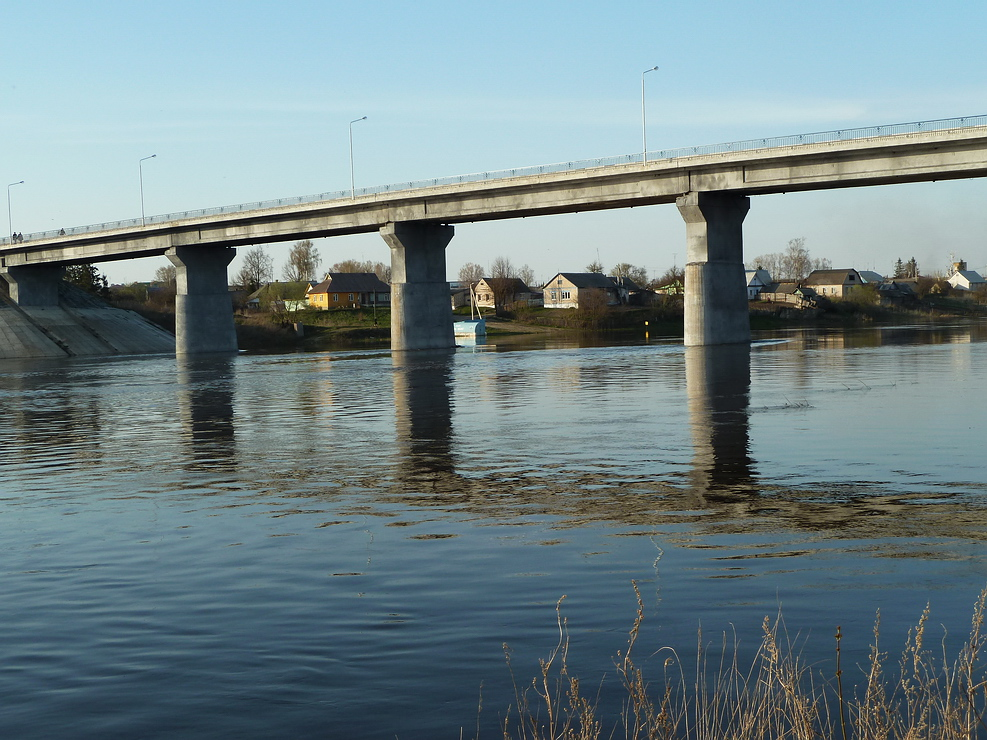
Мост через Днепр
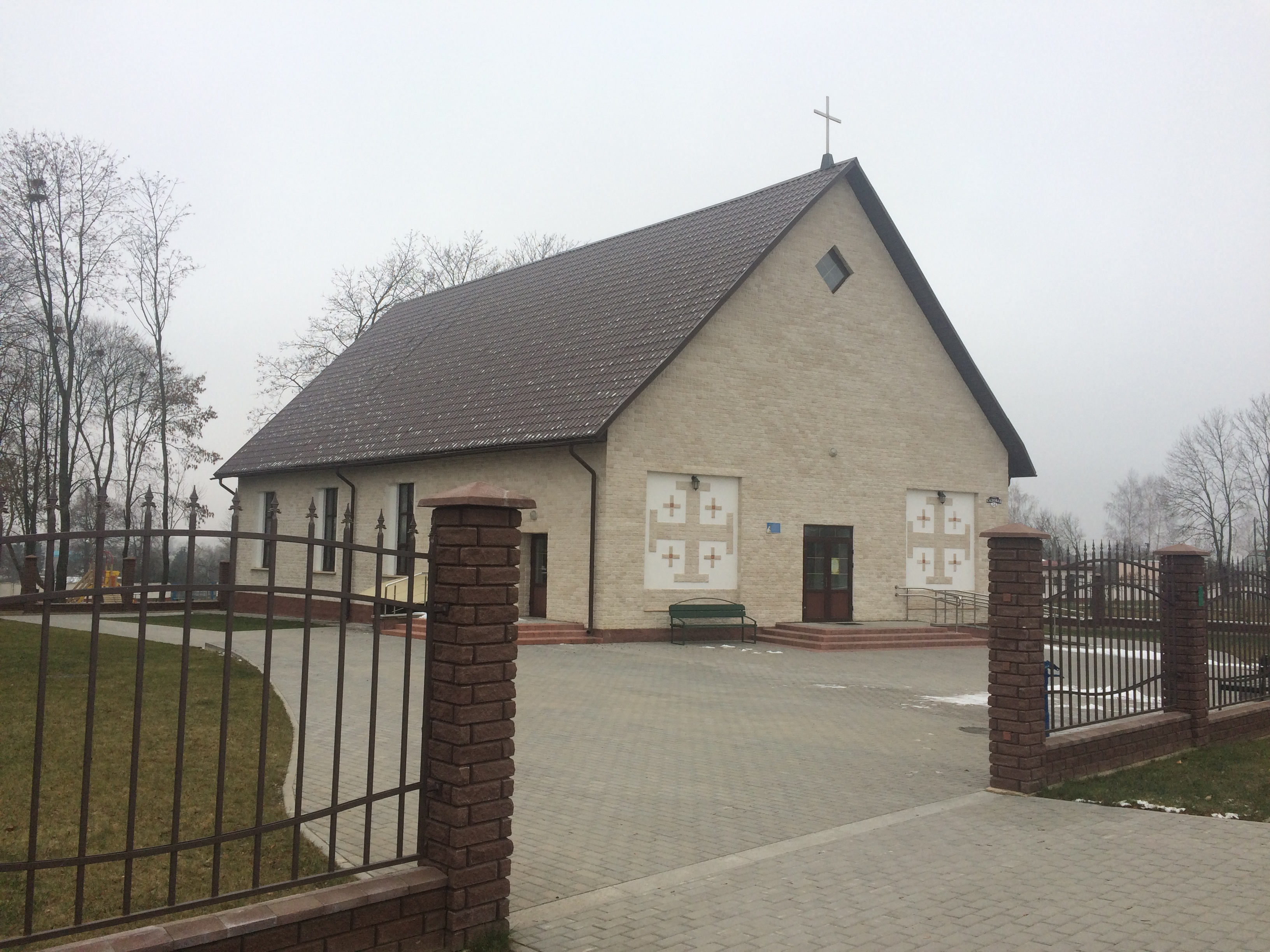
Костёл прихода Матери Божьей Фатимской
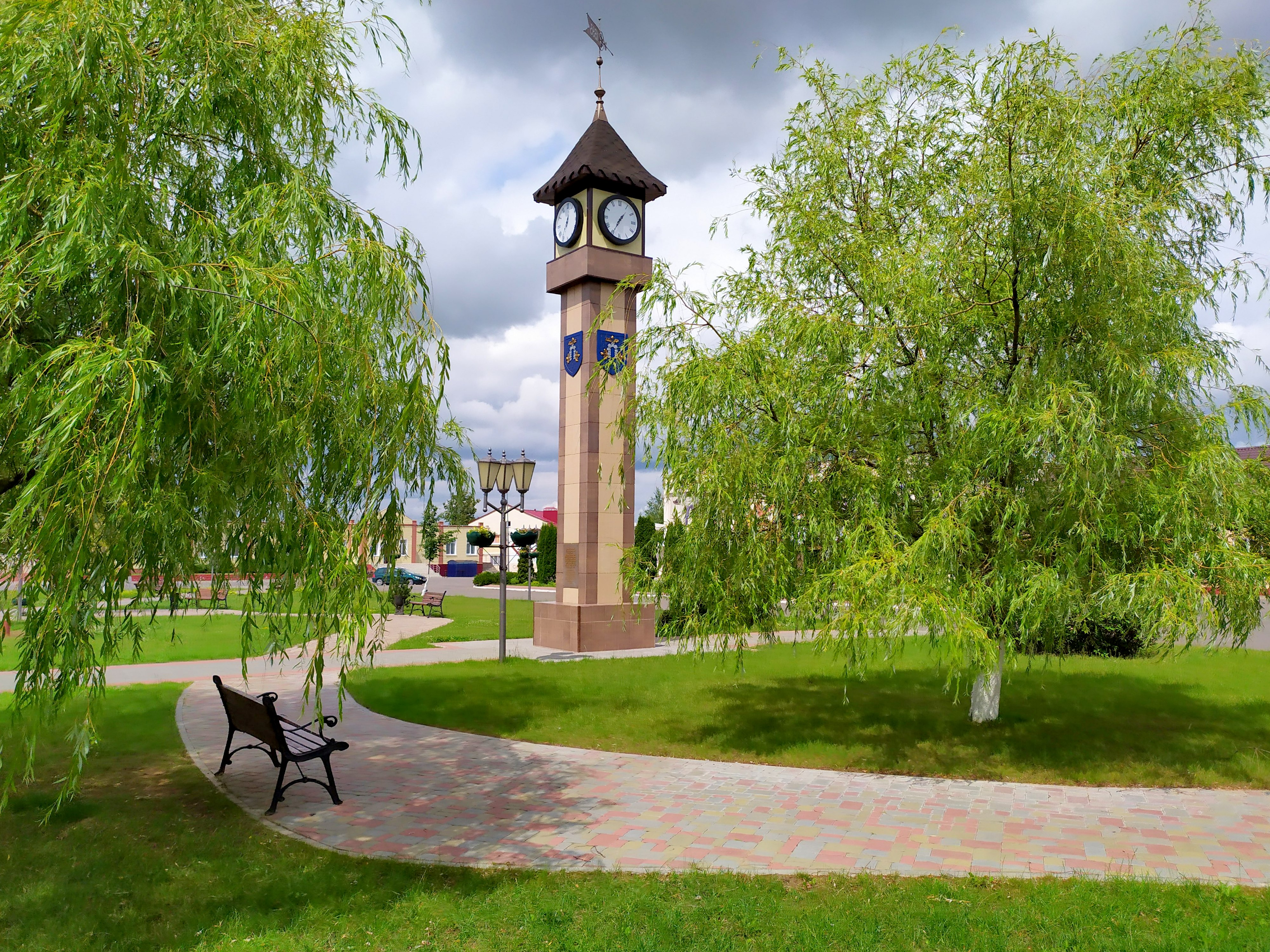

## В филателии и нумизматике
- 25 января 2005 года выпущена в обращение почтовая марка «Герб Дубровно» из серии «Гербы городов Беларуси»[24].

## Международное сотрудничество
Города-побратимы
- Дагда, Латвия